# 埃塞克斯郡
雅息士郡（英語：Essex），英國英格蘭東部的郡。以人口計算，濱海紹森德是第1大鎮（Town）、第4大區（district），切爾姆斯福德是第2大鎮（亦是郡治），高車士打是第3大鎮，巴西爾登是第4大鎮；高車士打是第1大區，巴西爾登區是第2大區。
把雅息士郡看待成34個非都市郡之一，它包含12個非都市區，佔地3,465平方公里（第11），有1,361,200人口（第11）；看待成48個名譽郡之一，它包含多2個單一管理區─瑟羅克、濱海紹森德，佔地增至3670平方公里（第11），人口增至1,670,000（第6）。

## 行政區劃

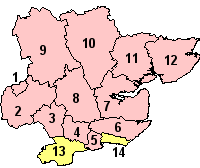
1. 哈洛
2. 埃平森林
3. 布倫特伍德
4. 巴西爾登
5. 卡斯爾波恩特
6. 羅奇福德
7. 莫爾登
8. 切爾姆斯福德區
9. 阿特爾斯福德
10. 布倫特里
11. 高車士打
12. 騰德靈
13. 瑟羅克（單一管理區）
14. 濱海紹森德（單一管理區）

看待成非都市郡，埃塞克斯郡下轄12個非都市區：哈洛（Harlow）、埃平森林（Epping Forest）、布倫特伍德（Brentwood）、巴西爾登（Basildon）、卡斯爾波恩特（Castle Point）、羅奇福德（Rochford）、莫爾登（Maldon）、切爾姆斯福德區（Chelmsford）、阿特爾斯福德（Uttlesford）、布倫（Braintree）、高車士打區（Colchester）、騰德靈（Tendring）；看待成名譽郡，它下轄多2個單一管理區：瑟羅克（Thurrock）、濱海紹森德（Southend-on-Sea）。

## 地理
下圖顯示英格蘭48個名譽郡的分佈情況。雅息士郡，東北與沙福郡郡相鄰，東臨北海，南與肯特郡相鄰，西南與大倫敦相鄰，西與赫特福德郡相鄰，西北與劍橋郡相鄰。

## 教育
- 埃塞克斯大学